# Showdance
Showdance is een dansvorm waarbij gedanst wordt voor het vermaak van een publiek. 
Showdance is een variatie op stijldansen, waarbij een man en een vrouw samen een compositie maken dat er als geheel mooi uitziet.
In vergelijking met competitief stijldansen zijn meer variaties toegestaan.
Wereldkampioenen 2006 en 2007 zijn Viktor da Silva en Hannah Karttunen.